# ダビデ
ダビデ（ヘブライ語: דוד Dāwīḏ （ダーウィーズ）、 ギリシア語: Δαβίδ, David、アラビア語: داود Dāʾūd）は、古代イスラエル王国第2代の王（在位：前1000年 - 前961年頃）とされる人物。ダヴィデ、ダヴィドとも。愛された人の意味。
聖書以外の考古学的根拠に乏しいため、史実性は議論中である。
羊飼いから身をおこして初代イスラエル王サウルに仕え、サウルがペリシテ人と戦って戦死したのちにユダで王位に就くと、ペリシテ人を撃破し要害の地エルサレムに都を置いて全イスラエルの王となり、40年間、王として君臨した。旧約聖書の『サムエル記』および『列王記』に登場し、伝統的に『詩篇』の作者の一人とされている。イスラム教においても預言者の一人に位置づけられている。英語の男性名デイヴィッド（David）は彼の名に由来する。

## 旧約聖書による生涯

### 少年期から即位まで

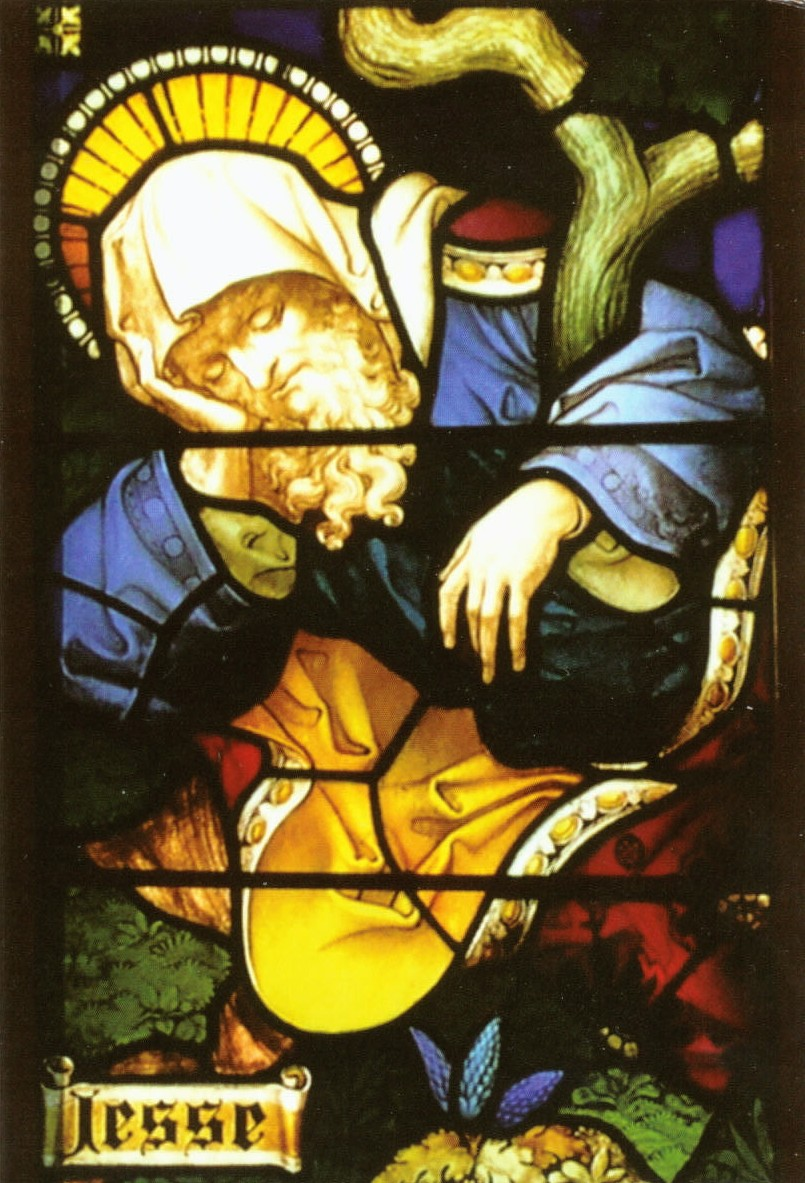
ダビデの父エッサイ（イングランド：オール・セインツ教会）

イスラエルの最初の王であったサウルは、アマレク人との戦いで主なる神の命令に背き、その寵を失った。
神の命をうけたサムエルは新たな王を見出して油を注ぐべく、ベツレヘムのエッサイなる人物の元に向かった。そこでサムエルはエッサイの第八子で羊飼いの美しい少年ダビデに目をとめてこれに油を注いだ。その日以降、主の霊はサウルを離れてダビデに激しく臨むようになり、サウルは主から来る悪霊にさいなまれるようになった。そこで家臣たちが竪琴の巧みな者を側に置くように進言し、戦士であり竪琴も巧みなダビデが王のもとに召し出された。ダビデが王のそばで竪琴（ベゲナ）を弾くとサウルの心は安まり気分がよくなった。
その頃、サウルとイスラエル人たちはペリシテ人との戦いを繰り返していた。ペリシテ最強の戦士でガト出身のゴリアト（ゴリアテ）はしばしば単身イスラエル軍の前に現れて挑発を繰り返し、イスラエル兵はこれを恐れた。従軍していた兄たちに食料を届けるために戦陣をおとずれたダビデは、ゴリアトの挑発を聞いて奮起し、その挑戦を受けることを決意した。サウルの前にでたダビデはサウルの鎧と武器を与えられて身にまとったが、すぐにこれを脱ぎ、羊飼いの杖と石投げだけを持って出て行った。
ゴリアトはダビデを見ると「さあ来い。おまえの肉を空の鳥や野の獣にくれてやろう」と侮ったが、ダビデは
と答えた。ダビデが石を投じるとゴリアトの額にめり込み、ゴリアトはうつぶせに倒れた。ダビデは剣を持っていなかったので、ゴリアトの剣を引き抜いてその首を落とした。ペリシテ軍はこれを見て総崩れになり、追撃したイスラエル軍は大いに勝利した。

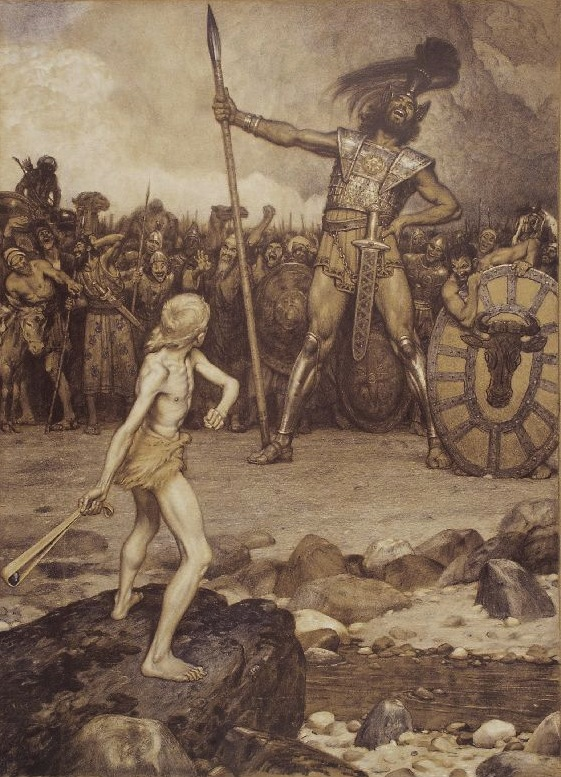
「ダビデとゴリアテ」（オスマール・シンドラー作、1888）

その後、ダビデは出陣の度に勝利をおさめ、人々の人気を博した。サウルはこれをねたみ、ダビデを憎むようになった。サウルはペリシテ軍の手によってダビデを亡き者にしようとたびたび戦場に送り込んだが、ダビデはことごとく勝利をおさめ、サウルの娘ミカルをめとった。ここにいたってサウルは家臣たちにダビデ殺害の命令を下したが、サウルの息子ヨナタンはダビデの大親友であったので、ダビデにこれを告げ、ダビデは死地を逃れた。その後もサウルは幾度もダビデの命を狙ったが、すべて失敗した。
サウルの手を逃れて各地を転々としたダビデであったが、あるとき、エン・ゲディの洞窟に隠れているときにサウルがそこに入ってきた。ダビデの周囲の者たちはサウルを仕留めるように勧めたが、ダビデはこれをせず、ひそかにサウルの上着の裾を切り取った。ダビデは何も気づかずに洞窟を出たサウルに裾を示し、害意のないことを告げた。また、別の機会にサウルがダビデを討つべく出陣したときに、ダビデがサウルの陣内に侵入するとサウルと従者が眠りこけていた。ダビデの従者は再びサウルを討つことを進めたが、ダビデはこれを拒み、王の槍と水差しをもって陣営を出た。ダビデは再びサウルに害意のないことを告げた。

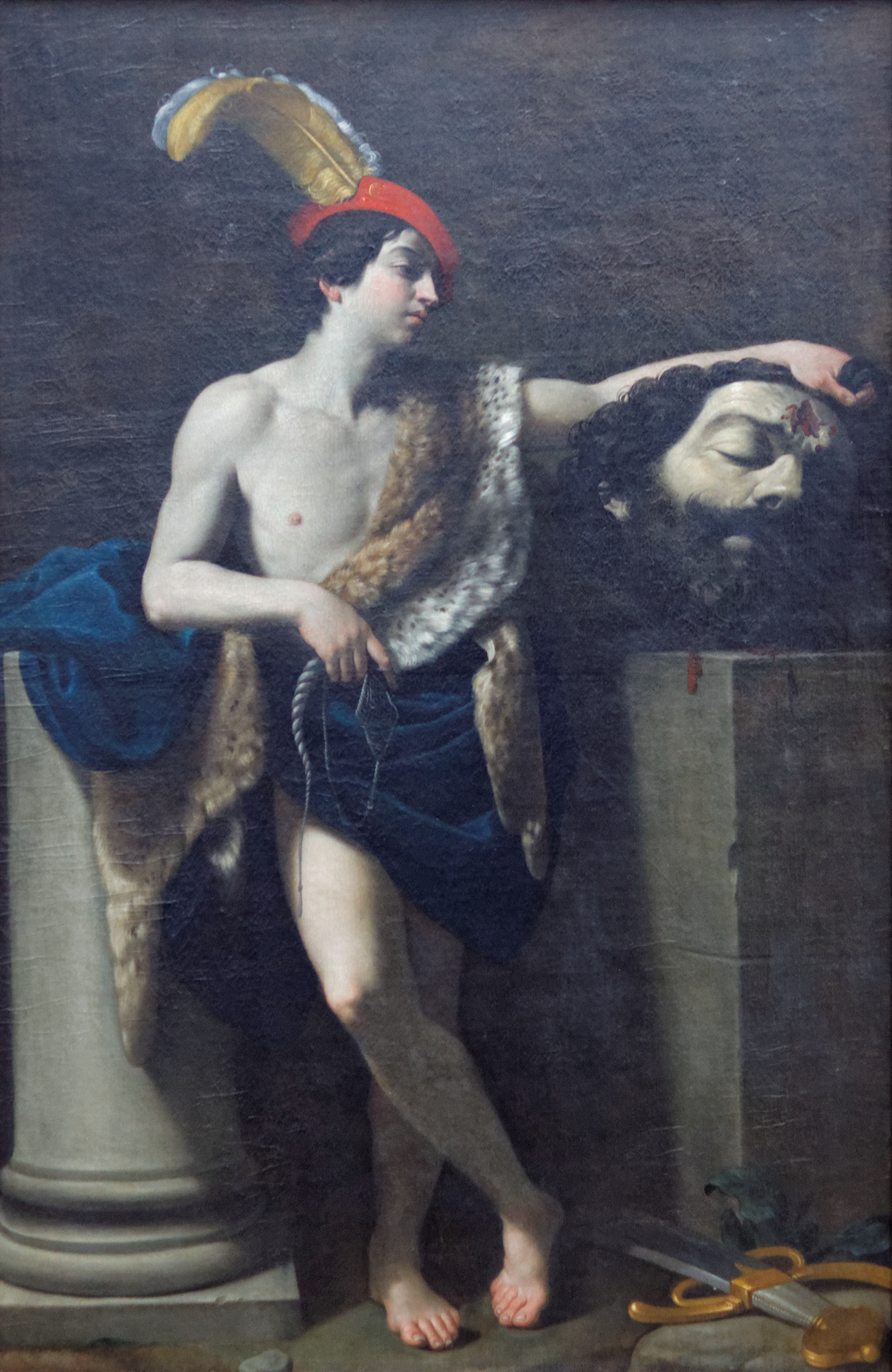
グイド・レーニ『ゴリアテの首を持つダビデ』ウフィツィ美術館 1604年頃

その後、神の寵愛を失っていたサウルはペリシテの軍勢の前に敗れ、息子たちとともにギルボア山に追い詰められた。ヨナタンを含む息子たちは戦死し、サウルは自ら剣の上に身を投じて死んだ。サウルとヨナタンの死を聞いたダビデは衣を引き裂いてこれを嘆いた。ダビデは神の託宣を受けてユダのヘブロンへ赴きそこで油を注がれてユダの王となった。
ユダの一族を率いたダビデは、サウルの後を継いだサウルの息子イシュ・ボシェト率いるイスラエルの軍勢と戦いを繰り返した。イシュ・ボシェトは昼寝中に家臣に殺害され、その首がダビデの元にもたらされた。ダビデはイシュ・ボシェトを殺害した2人を殺して木につるした。ここに至ってダビデは全イスラエルの王、指導者になり、エルサレムに進撃してそこを都とした。

### ダビデ王の治世とその晩年
エルサレムを都としたダビデはペリシテ軍を打ち破り、バアレ・ユダにあった神の箱をエルサレムに運び上げた。ダビデがヘブロンで即位したのは30歳のときであり、7年6ヶ月の間ヘブロンでユダを治め、33年の間エルサレムでイスラエル全土を統治した。ダビデはペリシテ人だけでなく、モアブ人、アラム人、エドム人、アンモン人も打ち破り、これらを配下に収めた。
ダビデは晩年、家臣ウリヤ (ヒッタイト)の妻であるバト・シェバが水浴びしているのを見初め、彼女を呼び出し関係を結ぶ。妊娠がばれるとまずいのでウリヤを戦場から連れ戻し、バト・シェバと床に入るように画策する。しかし、これがうまく行かないことを知ると、ウリヤを最前線に追いやり、戦死させた。預言者ナタンはこれを知ってダビデを責めた。ナタンがダビデの犯した罪をたとえ話で語るとダビデは自分のことと思わずに激怒し、「そんなことをした男は死罪だ」といった。ナタンがそれがダビデのことであると明かすと、ダビデは自らの罪を悔いた。神は罰として、バト・シェバから生まれた子供の命を奪った(生後数日で病死した)。次にバト・シェバから生まれた子供が次の王になるソロモンである。また、ダビデの長男でアヒノアムから生まれたアムノンが異母妹タマルを犯し、それに怒ったタマルの同母兄で三男のアブサロム（アムノンの異母弟）がアムノンを殺し、やがて父ダビデに対し謀反を起こした。ダビデは一時都エルサレムを追われた。ダビデはなんとかアブサロムの反乱を収めたが、アブサロムはダビデの意に反して家臣によって殺害され、ダビデはアブサロムの死を嘆き悲しんだ。
ダビデは、中央集権的君主制を樹立し、傭兵の軍隊を組織した。そして、税を徴収するために人口調査のような改革策をいくつか実施した。これらの改革案が人々に衝撃を与えた。ダビデは、いつの間にか王国を主なる神のものではなく、自分のものとしていた。ユダヤ教の原本成立も、この頃である。
年老いたダビデ王は体が暖まらなかったのでシュネムのアビシャグという美しい娘を傍らに置いて自らの世話をさせた。
そんな折ハギトの子アドニヤがダビデを差し置いて自ら王を名乗るという事件が起こった。ナタンとバト・シェバはこれを聞いてダビデのもとに赴き、息子ソロモンを次の王にするという誓いをたてさせた。祭司ツァドクはソロモンに油を注ぎ、ここにソロモンがイスラエルの3代目の王となった。ダビデはソロモンに戒めを残して世を去り、「ダビデの町」に葬られた。

## 聖書との関係

### 詩篇

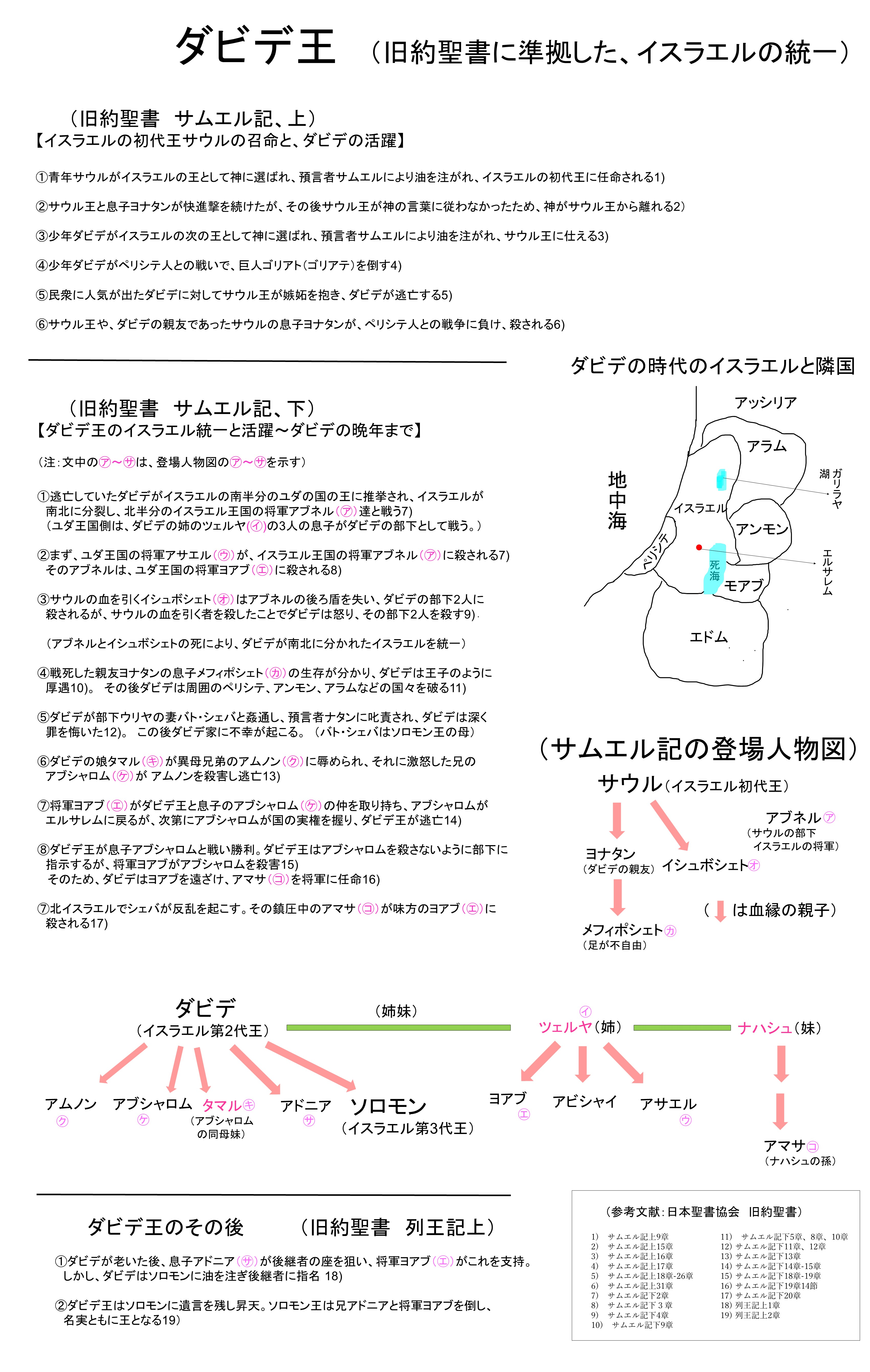
聖書に準拠したダビデ王の活躍

古代からの伝承では、150篇ある詩篇のうち多くがダビデの作であるとされ、73の詩篇の表題にダビデの名が現れる。ただし近代聖書学の高等批評的には否定されている。

### 曾祖母ルツ
ユダヤ教原理主義者には無視されがちであるが、彼はモアブ人の血を引いている。彼の曾祖母であるルツは、『ルツ記』の記述に従えばモアブ人である。当時のイスラエル人と周辺諸民族は共存、通婚していたことを示している。加えて、彼女がモアブ人としてのアイデンティティと宗教的慣習を放棄し、イスラエル人のナオミが信じていた主なる神を受け入れて回心したことが、イスラエルに受容されたことの大きな理由となっていると考えられる（ルツ記1章16～17節を参照）。

### イエス伝承
バビロン捕囚以後、救世主（メシア）待望が高まるようになった。Ⅱサムエル記7章、Ⅰ歴代誌17：11‐14、Ⅱ歴代誌6：16に記される通り、イスラエルを救うメシアはダビデの子孫から出ると約束されている（ダビデ契約）。新約聖書では、イエス・キリストはしばしば「ダビデの子（メシアの称号」と人々から呼ばれている。

## 史実性
ダビデの生涯を証明する資料は、聖書文献とわずかな考古学的発見である。
旧約聖書において、ダビデの物語は主にサムエル記に収められている。サムエル記の編纂時期も不明であるが、紀元前550年ごろに成立したとみられている。また、別の視点から物語を語る文献に歴代誌があり、これはおそらく紀元前350～300年に書かれたとされ、サムエル記と列王記を典拠としている。
考古学的根拠については議論中である。しかしながら、大きな議論を呼んだものとして、テル・ダン石碑がある。1993年にパレスチナ北部の遺跡テル・ダンで発見されたこの石碑は、紀元前9世紀末から8世紀初頭にアラム・ダマスカスのハザエル王が建立したとされる。王が戦いに勝利したことを記念する内容となっており、その中に「イスラエルの王」が挙げられているだけでなく、「𐤁𐤉𐤕𐤃𐤅𐤃(bytdwd)」というフレーズがあり、複数の学者がこれを「ダビデの家」と訳した。王名+「家」で王朝を意味するため、「聖書の歴史性を裏付ける新発見」として考古学雑誌だけでなく、ニューヨーク・タイムズやタイムのような一般誌にも掲載されるセンセーショナルな発見となった。他方、主に「𐤁𐤉𐤕𐤃𐤅𐤃(bytdwd)」の読み方について異議を唱える学者も少なからず存在する。
イスラエル王国の統一君主制についても議論中の事項で、都市化された統一王国を統治していたという意見がある一方、国家とも王国とも言えない小さな地域を首長として統治していたに過ぎないという見解もある。

## 図像

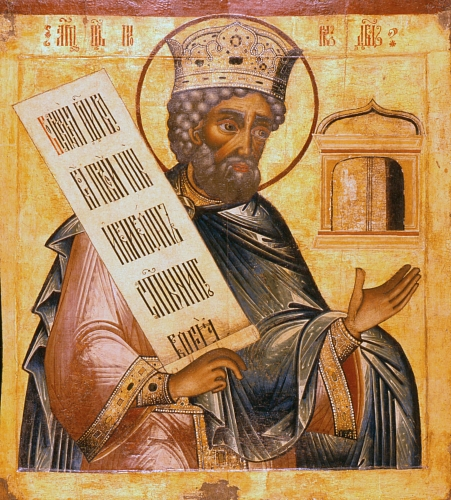
聖王ダヴィド（ダビデ）のイコン（18世紀・ロシア正教会）。

ダビデの星

ダビデはトランプのスペードのキングのモデルとされ、フランスのカードでは竪琴を持つダビデの姿が描かれている。

### 彫刻作品
ルネサンス初期の芸術家に数えられるフィリッポ・ブルネレスキを始め、ドナート・ディ・ニッコロ・ディ・ベット・バルディ（ドナテッロ）やバルトロメーオ・ベッラーノ、アンドレア・デル・ヴェロッキオ、ミケランジェロ・ブオナローティなど数多くの彫刻家が「ダビデとゴリアテ」（『サムエル記』上17章）の伝説を題材に取った彫像『ダビデ像』を建造している。
このうち、ドナテッロやヴェロッキオなど大多数は「右手に剣を携え、刎ね飛ばしたゴリアテの首を足元に転がす威風堂々たる少年の姿」を表した一方、ミケランジェロはそれら従来の情景とは全く異なる「左手に投石器を構えて右手に小石を握り締め、川を挟んで対峙したゴリアテを見据える緊迫した青年の姿」を表した。現在では、ミケランジェロのものがダビデ像の代名詞的存在として広く認知されており、ルネサンス以降のバロック期に名を馳せたジャン・ロレンツォ・ベルニーニもミケランジェロに倣って投石器を構えた青年のダビデ像を残している。
また、ミケランジェロのダビデ像の男性器は割礼されておらず、「イスラエル人否定説」（当時のイスラエル文化では男子の割礼は必然儀礼であり、イスラエル人のダビデが包茎である事自体が矛盾している）や「ローマ美術尊重説」（ミケランジェロが古代ローマの彫刻技術を研究する中で〈成人男子の包茎が美徳とされていた=神から授かった無垢の体を守り続ける〉とする当時の風習を知り、それに最大限の敬意を払って自身の作風としていた）など様々な論争の種となっている。

### 「ダビデの星」
現在のイスラエルの国旗にも取り入れられている六芒星のマークは「ダビデの星」とも呼ばれているが、実際には歴史上実在したダビデ王とは関係がなく、後世に考案されたものである。